# Christoph Pfändler
Christoph Pfändler (* 1992 in Rorschach) ist ein Schweizer Hackbrettspieler, Komponist, Improvisationsmusiker und Dozent für Hackbrett an der Musikhochschule Luzern.

## Leben und Wirken
Pfändler begann mit zehn Jahren, das Hackbrettspielen auf dem Hackbrett seines Vaters zu erlernen. Er hatte von Anfang an Töbi Tobler als Hackbrettlehrer. In seinen Hackbrettkompositionen vereint er verschiedene Musikrichtungen wie Klassik, Pop, Rock und Heavy Metal. Seine Auftritte bestehen oft aus einer Mischung aus Originalkompositionen und Coverversionen.
Im Januar 2012 spielte Pfändler zum ersten Mal als Solist das Hackbrettkonzert von Paul Huber mit dem Dirigenten Howard Griffiths und dem Brandenburgischen Staatsorchester. Über die Jahre folgten internationale Konzerte mit dem Musikkollegium Winterthur, der Camerata Schweiz, dem Thailand Philharmonic Orchestra und dem Swiss Orchestra, dieses unter der Leitung von Lena-Lisa Wüstendörfer.
2013 schloss Pfändler an der Musikhochschule Luzern den Bachelor of Arts in Music im Bereich Volksmusik ab. 2015 folgte der Master in Musikpädagogik. 2025 schloss Christoph Pfändler an der Hochschule Luzern seinen Master of Arts in Music Komposition bei Dieter Ammann mit Bestnoten ab. 
Seit 2013 spielt Pfändler das Hackbrett in der Band von Marco Kunz. Mittlerweile hat er mit diesem sechs Alben veröffentlicht. Ebenso war er 2013 und 2016 als Begleitmusiker Teil der Akkordeonale, eines internationalen Akkordeon-Festivals, das jedes Jahr durch ganz Deutschland tourt. Nebst Kunz war Pfändler noch Teil der Christoph Pfändler’s Metal Kapelle (2012–2020) und spielt aktuell in den zwei eigenen Bands: mit Töbi Tobler im Hackbrettduo TOPF und seit 2017 in der Band Stalldrang, deren Repertoire sich einerseits aus Eigenkompositionen, andererseits aus traditionellen Volksmusiktänzen zusammensetzt.
Seit 2014 ist Pfändler im nationalen Volksmusiknachwuchslager vom Haus der Volksmusik als Hackbrett- und Ensemblelehrer tätig, 2017–2021 war er musikalischer Gesamtleiter.
Seit 2021 ist Pfändler zusammen mit Marco Kunz musikalischer Leiter des Projekts Jetzt singe mer eis. Die Musizierenden des gemeinnützigen Projektes spielen traditionelle Schweizer Volkslieder neu ein. Unterstützung für die Arrangements bekamen Marco Kunz und Christoph Pfändler von den beiden jungen Volksmusikern Adrian Würsch (Schwyzerörgeli) und Pirmin Huber (Kontrabass).
Christoph Pfändler leitet das 2009 gegründete Volksmusik-Ensemble Alpinis, eine Volksmusik-Formation der Hochschule Luzern. Mit dieser Formation war er unter anderem 2024 Teil des GAIA Musikfestivals in Oberhofen. Pfändler schrieb u.a. Auftragskompositionen für den Musiksommer am Zürichsee, die Villa Senar, das  Othmar Schoeck Festival in Brunnen sowie das Lucerne Festival.
Seit 2024 verstärkt Christoph Pfändler das Leiterteam des Hackbrett Jugendorchester Schweiz (HJOS) zur Förderung junger Hackbrettmusizierender in der Schweiz.

## Diskographische Hinweise
- mit Marco Kunz: Jetz singe mer eis - Band 3 (2025, Starfish Records)
- Lena-Lisa Wüstendörfer: Swiss Dreams; Solist: Christoph Pfändler Hackbrett (2024, Prospero Classical)
- Christoph Pfändler: Stimmig (2024)
- mit Marco Kunz: Jetz singe mer eis - Band 1 & 2 (2023, 6003 Records)
- Paul Huber: Concerto for Hackbrett (Dulcimer) and String Orchestra, Christoph Pfändler, Lena-Lisa Wüstendörfer, Swiss Orchestra (2022, Prospero Classical)[12]
- Töbi Tobler, Christoph Pfändler, Julian Sartorius: Topf 1, LP (2019, Edition Topf)
- Stalldrang: Roots (2018, Zytglogge)
- Stubete Am See – Festival 2016; Track #6 Christoph Pfändler’s Metal Kapelle – Die Rächer von Miglieglia; Track #14 Christoph Pfändler & Töbi Tobler Ausschnitt aus «Konfidenz in Es-Moll» (2016, Musiques Suisses)
- Christoph Pfändler’s Metal Kapelle: Insomnia (2016, phonoplay international)
- Alpentöne: ein Querschnitt durch das Festival ’15 (2015, Zürich, Migros-Genossenschafts-Bund)[13]
- Eigernordklang / Alpin Project (2015, ZYT 4971; Zytglogge)
- Stubete am See – Festival 2014; Track #1 Christoph Pfändler’s Metal Kapelle – Zaffgrad (2014, Zürich, Migros-Genossenschafts-Bund)
- Alpini Vernähmlassig (2013, Hochschule Luzern)
- Christoph Pfändler’s Metal Kapelle: Fuckbrett (2013, phonoplay international)
- Alpentöne. Ein Querschnitt durch das Festival ’13 (2013, Musiques Suisses)[14]